# Cancelliere ombra del Ducato di Lancaster
Il Cancelliere ombra del Ducato di Lancaster è il membro del gabinetto ombra del Regno Unito, nominato dal leader dell'opposizione. L'incarico consiste nell'esaminare l'attività del Cancelliere del Ducato di Lancaster, che ha il controllo delle proprietà del Ducato di Lancaster. La posizione è stata ristabilita da Sir Keir Starmer nell'aprile 2020, in sostituzione della posizione del Lord presidente ombra del consiglio l'ultima volta detenuta da Jon Trickett, che è stata separata dal Leader ombra della Camera dei comuni dall'ex leader laburista Jeremy Corbyn.
La posizione è attualmente ricoperta da Oliver Dowden, parlamentare conservatore per Hertsmere. È stato nominato membro del gabinetto ombra l'8 luglio 2024 da Rishi Sunak.

## Cancellieri ombra del Ducato di Lancaster
| Nome             | Nome                          | Nome              | Inizio                                  | Fine                                                                         | Posizione concorrente                                                                 | Partito      | Leader dell'opposizione |
| ---------------- | ----------------------------- | ----------------- | --------------------------------------- | ---------------------------------------------------------------------------- | ------------------------------------------------------------------------------------- | ------------ | ----------------------- |
|                  | Mo Mowlam                     |                   | 18 luglio 1992                          | 29 settembre 1992                                                            | Ministro ombra per la carta del cittadino                                             | Laburista    | John Smith              |
| Michael Meacher  |                               | 21 ottobre 1993   | 20 ottobre 1994                         |                                                                              | Ministro ombra per la carta del cittadino                                             | Laburista    | John Smith              |
| Michael Meacher  | Margaret Beckett (ad interim) | 21 ottobre 1993   | 20 ottobre 1994                         |                                                                              | Ministro ombra per la carta del cittadino                                             | Laburista    |                         |
| Ann Taylor       |                               | 20 ottobre 1994   | 19 ottobre 1995                         | Tony Blair                                                                   | Ministro ombra per la carta del cittadino                                             | Laburista    |                         |
| Derek Foster     |                               | 19 ottobre 1995   | 2 maggio 1997                           | Tony Blair                                                                   | Ministro ombra per la carta del cittadino                                             | Laburista    |                         |
|                  | Michael Heseltine             |                   | 2 maggio 1997                           | 19 giugno 1997                                                               | Vice leader dell'opposizione Segretario di Stato ombra per il commercio e l'industria | Conservatore | John Major              |
| Gillian Shephard |                               | 19 giugno 1997    | 1º giugno 1998                          | Leader ombra della Camera dei comuni                                         | William Hague                                                                         | Conservatore |                         |
| George Young     |                               | 1º giugno 1998    | 15 giugno 1999                          | Leader ombra della Camera dei comuni                                         | William Hague                                                                         | Conservatore |                         |
| George Young     | 15 giugno 1999                | 26 settembre 2000 | Portavoce per gli affari costituzionali |                                                                              | William Hague                                                                         | Conservatore |                         |
| Angela Browning  |                               | 26 settembre 2000 | 14 settembre 2001                       | Leader ombra della Camera dei comuni Portavoce per gli affari costituzionali | William Hague                                                                         | Conservatore |                         |
| Eric Forth       |                               | 14 settembre 2001 | 11 novembre 2003                        | Leader ombra della Camera dei comuni                                         | Iain Duncan Smith                                                                     | Conservatore |                         |
| vacante          | vacante                       | vacante           | 11 novembre 2003                        | 8 dicembre 2005                                                              | vacante                                                                               | vacante      | vacante                 |
|                  | Oliver Heald                  |                   | 8 dicembre 2005                         | 2 luglio 2007                                                                | Segretario di Stato ombra per la giustizia                                            | Conservatore | David Cameron           |
| Francis Maude    |                               | 2 luglio 2007     | 11 maggio 2010                          | Ministro ombra per l'Ufficio di Gabinetto                                    |                                                                                       | Conservatore | David Cameron           |
| vacante          | vacante                       | vacante           | 11 maggio 2010                          | 5 aprile 2020                                                                | vacante                                                                               | vacante      | vacante                 |
|                  | Rachel Reeves                 |                   | 5 aprile 2020                           | 9 maggio 2021                                                                | Ministro ombra per l'Ufficio di Gabinetto                                             | Laburista    | Keir Starmer            |
| Angela Rayner    |                               | 9 maggio 2021     | 4 settembre 2023                        |                                                                              | Ministro ombra per l'Ufficio di Gabinetto                                             | Laburista    | Keir Starmer            |
| Pat McFadden     |                               | 4 settembre 2023  | 5 luglio 2024                           |                                                                              | Ministro ombra per l'Ufficio di Gabinetto                                             | Laburista    | Keir Starmer            |
|                  | Oliver Dowden                 |                   | 8 luglio 2024                           | in carica                                                                    | Vice capo dell'opposizione                                                            | Conservatore | Rishi Sunak             |